# Colapso da Idade do Bronze

Invasões e movimentos populacionais no Mediterrâneo oriental durante o final da Idade do Bronze

O colapso da Idade do Bronze é a designação dada pela historiografia a um período de meio século de violento colapso social de civilizações humanas durante o século XII a.C. Esta período está associado a mudanças climáticas, migrações em massa, destruições de cidades e interrupções das rotas comerciais que limitaram a produção de bronze utilizado por essas civilizações, as levando ao rápido declínio ou total desaparecimento.
O colapso afetou uma grande área do Mediterrâneo Oriental (Norte da África e Sudeste da Europa) e do Oriente Próximo, e, em menor grau, o Cáucaso. Foi repentino, violento e culturalmente perturbador para muitas  civilizações da Idade do Bronze e trouxe um declínio econômico acentuado às potências regionais, inaugurando nomeadamente a Idade das Trevas grega. No período de 50 anos entre c. 1 200 a.C. e 1 150 a.C., observa-se o colapso cultural da civilização micênica no Mar Egeu, do Império Hitita na Anatólia e norte da Síria, do Império Paleobabilónico na Mesopotâmia, do Império Novo do Egito na Síria e Canaã, e a destruição de Ugarite e dos estados amorreus. A deterioração desses governos interromperam rotas comerciais e reduziram gravemente a alfabetização.
Apenas alguns estados mais poderosos, como a Assíria, o Império Novo do Egito, a Fenícia e o Elão sobreviveram ao colapso da Idade do Bronze. No entanto, ao final do século XII a.C., Elão minguou após ser derrota por Nabucodonosor I. Com a morte de Assurbelcala em 1 056 a.C., a Assíria entrou em relativo declínio, com o império encolhendo consideravelmente nos 100 anos seguintes; por volta de 1 020 a.C., a Assíria aparentemente detinha o controle apenas das áreas mais próximas a sua capital que, melhor defendida, resistiu ao colapso. Na época de Unamón, a Fenícia já havia recuperado sua independência do Egito.
Na primeira fase deste período, quase todas as cidades entre Pilos e Gaza foram violentamente destruídas e muitas vezes deixadas desocupadas depois: exemplos incluem Hatusa, Micenas e Ugarite. De acordo com Robert Drews: "Em um período de 40 a 50 anos no final do século XIII e início do XII a.C., quase todas as cidades significativas do mundo do Mediterrâneo Oriental foram destruídas, sendo que muitas delas nunca mais foram reocupadas".
O fim gradual da Idade das Trevas que se seguiu viu a eventual ascensão dos estados sírio-hititas estabelecidos na Cilícia e na Síria, reinos arameus de meados do século X a.C. no Levante, os filisteus se estabeleceram no sul de Canaã, onde os falantes de cananeu se uniram em uma série de governos definidos, como Israel, Moabe, Edom e Amom. Houve também a eventual ascensão do Império Neoassírio e, depois do período de orientalização do Egeu, a Grécia Arcaica  (800–510 a.C.).
A partir de 935 a.C., a Assíria começou a se reorganizar e mais uma vez se expandir, levando ao Império Neoassírio (911–605 a.C.), que passou a controlar uma vasta área do Cáucaso ao Egito e do Chipre grego à Pérsia. frígios, cimérios e lídios chegaram à Anatolia e uma nova comunidade hurrita de Urartu formou-se no leste da Anatólia e na Transcaucásia, onde também surgiram os colquianos (Geórgia Ocidental). A Idade das Trevas grega durou aproximadamente até o início do século 8 a.C., com o surgimento da Período Arcaico e a colonização grega da bacia do Mediterrâneo durante o Período Orientalizante.
Logo depois de 1 000 a.C., os povos iranianos como os persas, medos, partos e sargatas apareceram pela primeira vez no antigo Irã. Esses grupos deslocaram povos de língua não indo-européia anteriores, como os kassitas, hurritas e gútios, no noroeste da região. No entanto, os elamitas e os maneus continuaram a dominar as regiões do sudoeste e do mar Cáspio, respectivamente.
Uma série de explicações para o colapso foram propostas, não havendo consenso. Vários fatores provavelmente desempenharam um papel, incluindo mudanças climáticas (como aquelas causadas por erupções vulcânicas), invasões por grupos como os Povos do Mar, os efeitos da disseminação da metalurgia baseada em ferro, desenvolvimentos em armas e táticas militares e uma variedade de falhas de sistemas políticos, sociais e econômicos.

## Evidências regionais

### Evidência de destruição

#### Anatolia
Antes do colapso da Idade do Bronze, a Anatólia (Ásia Menor) era dominada por povos de origens etnolinguísticas variadas, incluindo: assírios e amorreus de língua semítica, hurritas de língua hurro-urartiana, gasgas e hatitas e povos indo-europeus que chegaram depois , como os luvitas, hititas, mitanis e micênicos.
A partir do século XVI a.C.., os mitanis, uma minoria migratória que falava uma língua indo-ariana, formaram uma classe dominante sobre os hurritas. Da mesma forma, os hititas de língua indo-européia absorveram os hatitas, um povo que falava uma língua que pode ter sido das línguas não-indo-européias da Ciscaucásia ou uma língua isolada.
Karaoğlan, perto da atual Ancara, foi queimada e os corpos deixados insepultos. Muitos outros locais que não foram destruídos foram abandonados. A cidade luvita de Troia foi destruída pelo menos duas vezes, antes de ser abandonada até a época romana; é famosa como o local da Guerra de Troia.
Esses locais em Anatolia apresentam evidência do colapso:
- Troia
- Mileto
- Hatusa
- Mersin
- Taruntassa

#### Chipre
A Alásia foi saqueado pelos povos do mar e deixou de existir em 1 085 a.C. Os assentamentos menores de Agios Dimitrios e Kokkinokremmos, bem como vários outros locais, foram abandonados, mas não mostram vestígios de destruição. Kokkinokremmos foi um povoado de curta duração, onde várias provisões escondidas por ferreiros foram encontradas. O fato de ninguém ter voltado para reclamar os tesouros sugere que eles foram mortos ou escravizados. A recuperação da região ocorreu apenas no início da Idade do Ferro com a colonização fenícia e grega.
Os seguintes locais no Chipre apresentam evidência do colapso:
- Balıkesir
- Cítio
- Sinta
- Encomi

#### Síria
O último rei de Ugarite da Idade do Bronze, Amurapi, foi contemporâneo do último rei hitita conhecido, Supiluliuma II. Uma carta do rei Amurapi foi preservada em uma das tábuas de argila cozida durante a destruição da cidade. Amurapi enfatiza a gravidade da crise enfrentada por muitos estados levantinos devido aos ataques, em resposta a um pedido de ajuda do rei de Alásia na carta RS 18.147:
Meu pai, eis que os navios do inimigo vieram (aqui); minhas cidades foram queimadas e eles fizeram coisas vis em meu país. Meu pai não sabe que todas as minhas tropas e carruagens(?) estão na Terra de Hati, e todos os meus navios estão na Terra de Luca? ... Assim, o país está abandonado a si mesmo. Que meu pai saiba: os sete navios do inimigo que aqui chegaram nos infligiram muitos danos.
Essuara, o governador sênior de Alásia, respondeu na carta RS 20.18:
Quanto a esses inimigos: (foram) as pessoas de seu país (e) seus próprios navios (que) fizeram isso! E (foram) as pessoas do seu país (que) cometeram essa(s) transgressões... Estou escrevendo para informá-lo e protegê-lo. Fique ciente!
O governante de Carquemis enviou tropas para ajudar Ugarite, mas Ugarite foi saqueada. Uma carta enviada após a destruição dizia:
Quando seu mensageiro chegou, o exército já havia sido humilhado e a cidade saqueada. A nossa comida na eira foi queimada e as vinhas também destruídas. Nossa cidade está saqueada. Que saiba disso! Que saiba disso!
Os seguintes locais na Síria apresentam evidência do colapso:
- Ugarite
- Suksi
- Kadesh
- Catna
- Hama
- Alalaque
- Alepo
- Emar

#### Levante meridional
Durante o reinado de Ramessés III (r. 1186–1155 a.C.) a cidade destruída de Laquis foi brevemente reocupada por invasores e uma guarnição egípcia. Todos os centros ao longo de uma rota costeira de Gaza ao norte foram destruídos, e as evidências mostram que Gaza, Asdode, Ascalão, Acre e Jafa foram queimadas e não foram reocupadas por até trinta anos. No interior Hazor, Betel, Bete-Semes, Eglom, Debir e outros locais foram destruídos. Refugiados que escaparam do colapso dos centros costeiros podem ter se fundido com povos da Anatólia e nômades para iniciar a construção de aldeias em terraços nas encostas das terras altas que foram associadas ao desenvolvimento posterior dos hebreus.
Durante o reinado de Ramessés III, os filisteus foram autorizados a reassentar a faixa costeira de Gaza a Jafa, Os Danais (possivelmente a tribo de Dã da Bíblia, ou mais provavelmente o povo de Adana, também conhecido como Danuna, parte do Império Hitita) estabeleceram-se de Jafa no Acre, e Tjeker no Acre. Os locais rapidamente conquistaram independência, como mostra o História de Unamon.
Os seguintes locais no Levante meridional apresentam evidência do colapso:
- Hazor
- Acre
- Megido
- Deir Ala (Sucote)
- Betel
- Bete-Semes
- Laquis
- Asdode
- Ascalão

#### Grécia

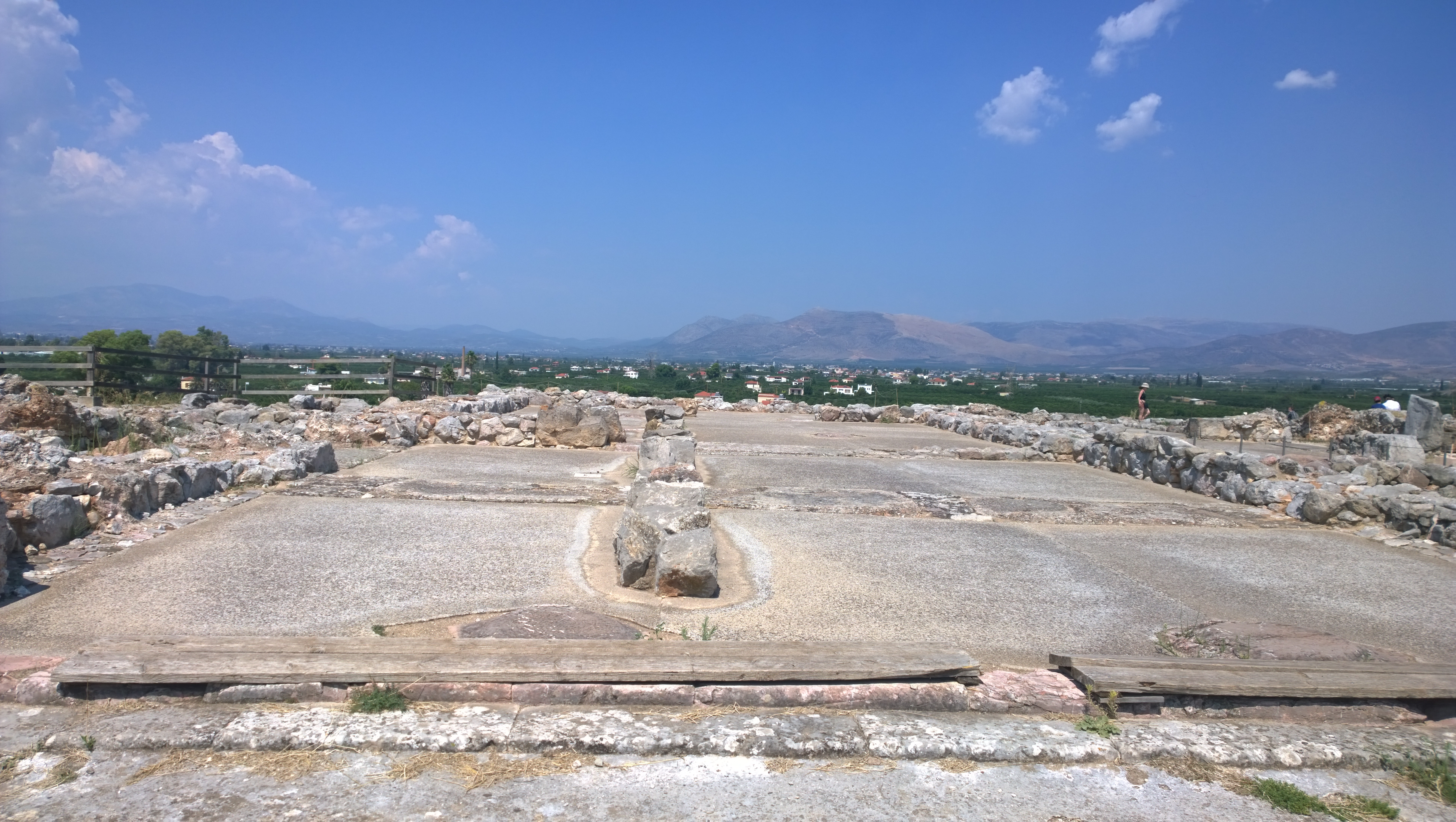
Vista do mégaro do palácio de Tirinto, um dos muitos palácios gregos destruídos durante o colapso da Idade do Bronze

Nenhum dos palácios micênicos da Idade do Bronze Final sobreviveu (com a possível exceção das fortificações ciclópicas na Acrópole de Atenas), com a destruição tendo sido mais intensa em palácios e locais fortificados. Tebas foi um dos primeiros exemplos disso, tendo seu palácio saqueado repetidamente entre 1300 e 1200 a.C. e sendo, finalmente, completamente destruído pelo fogo. A extensão dessa destruição é destacada por Robert Drews, que argumenta que a destruição foi tal que Tebas não retomou uma posição significativa na Grécia até pelo menos o final do século XII.

### Áreas sobreviventes

#### Mesopotâmia
O Médio Império Assírio sobreviveu intacto durante grande parte desse período. Dominou muitas e, muitas vezes, governou diretamente a Babilônia, controlando o sudeste e o sudoeste da Anatolia, o noroeste do Irã e grande parte do norte e centro da Síria e Canaã, até o Mediterrâneo e Chipre.

#### Egito
Ao derrotar os líbios, os povos do mar e os núbios, o território ao redor do Egito permaneceu seguro durante o colapso da Idade do Bronze. Com a vitória sobre os sírios documentada, Ramessés declarou: "Minha espada é formidável e poderosa como a de Montu. Nenhuma terra pode resistir aos meus exércitos. Sou um rei que alegra-se com a matança. Meu reinado é acalmado em paz." Com esta afirmação, Ramessés implicou que seu reinado estava seguro frente às ameaças do colapso da Idade do Bronze.

## Impacto
Robert Drews descreve o colapso como "o pior desastre da história antiga, ainda mais calamitoso do que o colapso do Império Romano Ocidental". As memórias culturais do desastre falam de uma "era dourada perdida": por exemplo, Hesíodo falou de Idades de Ouro, Prata e Bronze, separadas da cruel Idade do Ferro moderna pela Idade dos Heróis. Rodney Castleden sugere que as memórias do colapso da Idade do Bronze influenciaram a história da Atlântida de Platão em Timeu e o Crítias.

## Possíveis causas
Várias teorias foram apresentadas como possíveis contribuintes para o colapso, muitas delas mutualmente compatíveis.

### Ambiental

#### Vulcões
Alguns egiptólogos dataram a erupção vulcânica de Hekla 3 na Islândia em 1159 a.C. e a culparam pela fome sob Ramessés III durante o colapso mais amplo da Idade do Bronze. Outras datas estimadas para a erupção do Hekla 3 variam de 1021 a.C. (± 130) a 1135 a.C. (± 130) e 929 a.C. (± 34). Outros estudiosos evitam essa disputa, preferindo o neutro e vago "3000 A.P".

#### Seca
Durante o que pode ter sido a era mais seca da Idade do Bronze, a cobertura de árvores ao redor da floresta mediterrânea diminuiu. Fontes primárias relatam que a era foi marcada pela migração em grande escala de povos no final da Idade do Bronze Final. Os cientistas afirmam que a contração da floresta mediterrânea se deveu à seca e não ao aumento da domesticação e desmatamento para fins agrícolas.
Na região do Mar Morto (Israel e Jordânia), o nível da água subterrânea caiu mais de 50 metros. De acordo com a geografia da região, para o nível das águas cair tão drasticamente, a quantidade de chuva que as montanhas ao redor receberam teria sido mínimo.
Usando o Índice de Seca de Palmer para 35 estações meteorológicas gregas, turcas e do Oriente Médio, foi mostrado que uma seca do tipo que persistiu desde janeiro de 1972 teria afetado todos os locais associados ao colapso da Idade do Bronze Final. A seca poderia precipitar problemas socioeconômicos e levar a guerras.
Mais recentemente, foi afirmado que o desvio das tempestades de inverno do Atlântico para o norte dos Pireneus e dos Alpes, trazendo condições mais úmidas para a Europa Central, mas secas para o Mediterrâneo Oriental, estava associado ao colapso da Idade do Bronze.

### Cultural

#### Metalurgia
O colapso da Idade do Bronze pode ser visto no contexto de uma história tecnológica que viu a disseminação lenta e comparativamente contínua da tecnologia de metaluriga na região, começando com o trabalho precoce do ferro na atual Bulgária e Romênia nos séculos XIII e XII a.C.
Leonard R. Palmer sugeriu que o ferro, superior ao bronze para a fabricação de armas, era um suprimento mais abundante e, assim, permitiu que exércitos maiores de usuários de ferro subjugassem os exércitos menores equipados com bronze, que consistiam principalmente na carruagem de guerra.

#### Mudanças na guerra
Robert Drews defende o surgimento da infantaria em massa, usando armas e armaduras recém-desenvolvidas, como pontas de lança, espadas longas e dardos fundidos ao invés de forjados. O aparecimento de fundições de bronze sugere "que a produção em massa de artefatos de bronze tornou-se repentinamente importante no Egeu". Por exemplo, Homero usa "lanças" como um sinônimo para "guerreiros".
Esse novo armamento, nas mãos de um grande número de "escaramuçadores corredores", que poderiam atacar e abater um exército de carruagens, desestabilizaria os estados que se baseavam no uso de carruagens pela classe dominante. Isso precipitaria um colapso social abrupto à medida que invasores começassem a conquistar, saquear e queimar cidades.

### Colapso sistêmico generalizado
Um colapso geral dos sistemas foi apresentado como uma explicação para as reversões na cultura que ocorreram na cultura dos Campos de Urnas dos séculos XII e XIII a.C. e a ascensão da cultura celta de Hallstatt nos séculos IX e X a.C.. A teoria colapso sistêmico generalizado, por Joseph Tainter, levanta a hipótese de como os declínios sociais em resposta ao aumento da complexidade podem levar a um colapso, resultando em formas mais simples de sociedade.
No contexto específico do Oriente Médio, uma variedade de fatores, incluindo crescimento populacional, degradação do solo, seca, armas de bronze fundido e tecnologias de produção de ferro, poderiam ter se combinado para empurrar o preço relativo do armamento (em comparação com a terra arável) a um nível insustentável para as aristocracias guerreiras tradicionais. Em sociedades complexas cada vez mais frágeis e menos resistentes, a combinação de fatores pode ter contribuído para o colapso.
A crescente complexidade e especialização da organização política, econômica e social da Idade do Bronze, tornou a organização de civilização muito complexa para ser restabelecida em partes quando interrompida. Isso poderia explicar por que o colapso foi tão generalizado e capaz de tornar as civilizações da Idade do Bronze incapazes de se recuperar. As falhas críticas do fim da Idade do Bronze são sua centralização, especialização, complexidade e estrutura política pesada. Essas falhas foram então expostas por eventos sociopolíticos (revolta de camponeses e deserção de mercenários), fragilidade de todos os reinos (micênico, hitita, ugarítico e egípcio), crises demográficas (superpopulação) e guerras entre estados. Outros fatores que poderiam ter colocado pressão crescente sobre os reinos frágeis incluem a pirataria dos povos do mar interrompendo o comércio marítimo, bem como a seca, quebra de safra, fome ou a migração ou invasão dórica.